# Коноваловы (деревня)
Коноваловы — деревня в Даровском районе Кировской области в составе Вонданского сельского поселения.

## География
Находится на расстоянии примерно 23 км на север от райцентра поселка  Даровской.

## История
Известна с 1873 года как починок Колкуновский, где было учтено дворов 7 и жителей 28, в 1905 (починок Калкуновский или Коноваловы или Мещане) 24 и 166, в 1926 (деревня Коноваловы или Колкуновский или Мещане) 36 и 222, в 1950 31и 88, в 1989 году учтено было 142 жителя.

## Население
Постоянное население  составляло 94 человека (русские 87%) в 2002 году, 63 в 2010.